# Jean Simmons
Pour les articles homonymes, voir Simmons.
Jean Simmons est une actrice britannique, née le 31 janvier 1929 à Londres (Royaume-Uni), quartier de Crouch End, district de Haringey, et morte le 22 janvier 2010 à Santa Monica (Californie).
Très grande vedette des années 1940-50, en Angleterre puis aux États-Unis, elle est apparue notamment dans Les Grandes Espérances (1946), Le Narcisse noir (1947), Hamlet (1948), Un si doux visage (1952), La Tunique (1953), Blanches colombes et vilains messieurs (1955), Elmer Gantry le charlatan (1960) ou encore Spartacus (1960). Elle a été mariée à l'acteur Stewart Granger (1950-1960) et au réalisateur Richard Brooks (1960-1977).

## Biographie
Star adolescente, Jean Simmons se fait remarquer dès La Route des étoiles d'Anthony Asquith, Les Grandes Espérances de David Lean, d'après Charles Dickens, et dans Le Narcisse noir de Michael Powell. Sous contrat avec le studio Rank, elle continue d'habiter une modeste banlieue londonienne avec ses parents. Choisie par Laurence Olivier pour jouer son Ophélie, elle remporte avec Hamlet le prix d'interprétation au Festival de Venise.
Jean Simmons devient l'actrice préférée des Britanniques, incarnant une forme de réserve. En 1949, la jeune star retrouve Stewart Granger (ils s'étaient déjà croisés sur le tournage de César et Cléopâtre en 1945) et ils forment le plus beau couple de l'époque dans Adam et Evelyne d'Harold French. Mais Granger est marié et ils doivent se montrer discrets un temps. La jeune première a par ailleurs pour partenaires Dirk Bogarde dans Si Paris l'avait su, film à suspense de Terence Fisher, puis Trevor Howard dans Trio adaptation de et par Somerset Maugham.

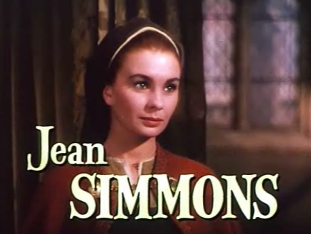
Jean Simmons dans La Reine vierge (1953)

Elle part pour Hollywood, où l'attend un contrat avec la 20th Century Fox, tandis que Granger, qui a quitté sa femme, est pris sous contrat par la MGM.
Jean s'impose simultanément dans de luxueuses productions historiques (Androclès et le lion d'après George Bernard Shaw, La Tunique, premier film en Cinemascope, avec son compatriote Richard Burton, L'Égyptien de Curtiz d'après le roman de Mika Waltari, La Reine vierge avec Granger, Deborah Kerr et Charles Laughton, Désirée avec Marlon Brando en Napoléon, Spartacus de Kubrick, où elle est la seule star féminine parmi Kirk Douglas, Laurence Olivier, Laughton, Tony Curtis et Peter Ustinov) et dans des drames modernes signés par Otto Preminger, George Cukor et son deuxième mari Richard Brooks.

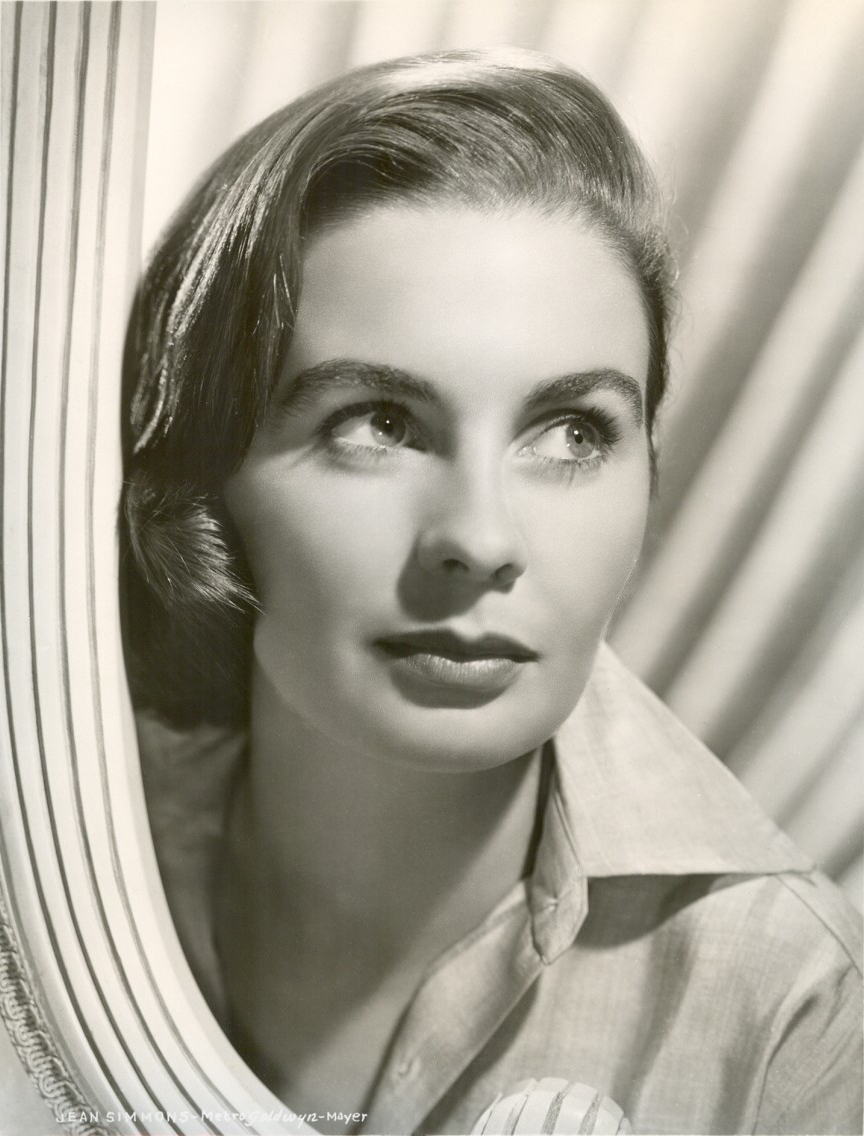
Jean Simmons en 1954

Pendant sa carrière hollywoodienne, l'actrice tourne également le western Les Grands Espaces de Wyler, le film musical Blanches colombes et vilains messieurs de Joseph L. Mankiewicz avec Brando et Frank Sinatra, la comédie Ailleurs l'herbe est plus verte de Stanley Donen avec Cary Grant et le thriller victorien, Des pas dans le brouillard avec Stewart Granger...
Grande séductrice de l'écran, Jean Simmons a eu également pour partenaires Victor Mature (quatre fois), Spencer Tracy, Charlton Heston, Anthony Perkins, Laurence Harvey, Alec Guinness, George Peppard, Jason Robards, Anthony Hopkins, Robert Mitchum, Burt Lancaster, Paul Newman, Gregory Peck, Dean Martin et Rock Hudson. Elle fut également trois fois la partenaire de sa compatriote Deborah Kerr.
Des rumeurs persistantes lui attribuent des aventures avec Richard Burton et Marlon Brando (le premier s'en est vanté cruellement aux dépens de Granger, et le second réserve à sa partenaire son meilleur souvenir dans ses mémoires : il y loue la simplicité et l'humour de l'actrice). Jean Simmons pour sa part, avoua tardivement avoir eu une liaison récurrente avec son fréquent partenaire Robert Mitchum.
Alors que Granger résistait aux avances de Grace Kelly ou d'Ava Gardner, sa jeune épouse, elle, faisait face au plus courant des chantages, exercé par Darryl Zanuck, patron de la Fox. Finalement, le poing de l'acteur britannique s'écrasa sur le visage du producteur. Elle eut également des démélés avec le producteur Howard Hughes, ce qui lui coûta le premier rôle de Vacances romaines, pour lequel Audrey Hepburn reçut l'Oscar. Jean Simmons admit plus tard avoir un sérieux problème d'alcool contracté alors (et sa prestation en 1969 dans The Happy Ending prend plus de sens encore).

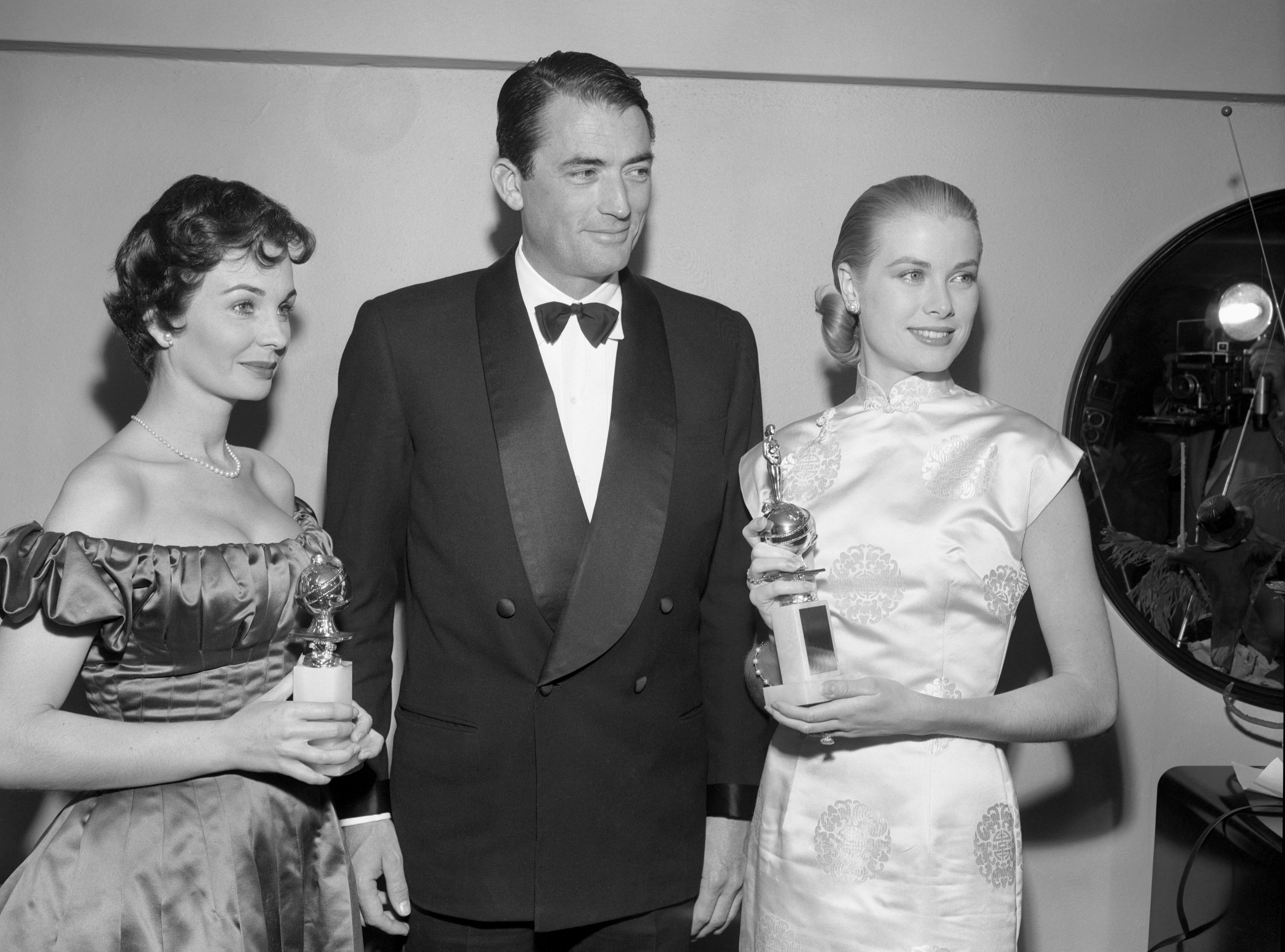
Jean Simmons aux côtés de Gregory Peck et de Grace Kelly aux Golden Globes de 1956

Nommée à l'Oscar de la meilleure actrice dans un second rôle pour Hamlet, Simmons est ensuite ignorée par l'Académie qui ne la renomme qu'une seconde fois, tardivement, pour The Happy Ending. Elle n'obtient finalement qu'un Golden Globe pour sa « carrière très variée » (cf. Le blog d'Écran noir) mais est nommée pas moins de sept fois au total. Elle décroche aussi des prix honorifiques aux festivals de Telluride en 2008 et de Cabourg, ainsi qu'une Palme du 40e Festival de Cannes en 1986. Elle fut nommée deux fois aux Baftas. Et la télévision lui permet de décrocher en 1983 un Emmy Award pour Les Oiseaux se cachent pour mourir.
Après les triomphes de Elmer Gantry le charlatan et de Spartacus, sa carrière cinématographique marque le pas. Ses derniers films, Divorce American Style en 1967 et Mr. Sycamore en 1975 (les deux avec Jason Robards), passent inaperçus. Le film d'horreur Dominique, réalisé par Michael Anderson en 1978, avec Cliff Robertson, est qualifié de « sinistre » par la critique. Après cet échec, la vedette d'Un si doux visage ne revient plus au cinéma qu'à de rares occasions : Le Patchwork de la vie, auquel participent Winona Ryder et Anne Bancroft, en 1995, et Shadows in the Sun en 2009, son dernier film.
Jean Simmons a aussi fait du théâtre (A Little Night Music de Stephen Sondheim) et beaucoup tourné pour la télévision. Heidi de Delbert Mann, avec Maximilian Schell et Michael Redgrave, remporte un triomphe. Elle y interprète la gouvernante. Dans The Dain Curse d'après Dashiell Hammett, elle séduit James Coburn. Au fil des téléfilms, Jean a pour partenaires Glenn Ford, Edward Asner, Jason Robards... Elle apparaît dans les séries Hawaï police d'État, Perry Mason, Arabesque, avec les vétérans Raymond Burr et Angela Lansbury, Star Trek : La Nouvelle Génération, Dans la chaleur de la nuit...
Dans Hôtel, elle retrouve une vedette de la Fox, Anne Baxter, en patronne de palace. Avec Gene Kelly, Mitchum, James Stewart et Liz Taylor, Simmons devient un des personnages de la saga Nord et Sud, où elle incarne la mère de Patrick Swayze, et elle interprète celle de Rachel Ward dans Les oiseaux se cachent pour mourir (1983). L'année suivante, elle collabore avec Stephen Frears sur le téléfilm December Flower. Elle participe également à la série télé d'horreur Dark Shadows, avec Roy Thinnes. Elle interprète encore Miss Havisham dans une nouvelle version de Les Grandes Espérances où figure Anthony Hopkins.
Jean Simmons a prêté sa voix à plusieurs longs métrages d'animation : Final Fantasy : Les Créatures de l'esprit en 2001, Le Château ambulant de Miyazaki et Le Ruban de Moebius.  Membre d'honneur du British Film Institute, elle est élevée en 2003 au rang d'officier de l'ordre de l'Empire britannique.
Après plus de soixante ans de carrière, elle meurt à Santa Monica (Californie) le 22 janvier 2010 à l'aube de ses 81 ans, des suites d'un cancer du poumon, veillée par ses deux filles Tracy et Kate, ainsi prénommées par affection pour le couple formé par Spencer Tracy et Katharine Hepburn. Elle est inhumée au cimetière de Highgate à Londres. On peut lire sur sa pierre tombale une strophe d'un poème de Thomas Hardy, tirée du recueil Satire des circonstances.

## Filmographie

### Cinéma

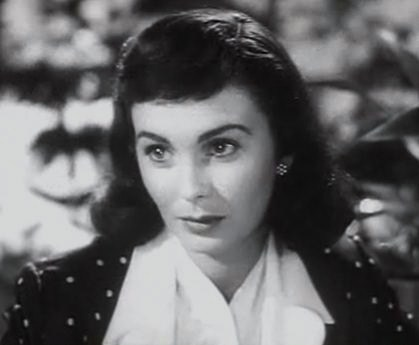
Jean Simmons dans
Un si doux visage

- 1944 : Sports Day de Francis Searle : Peggy
- 1944 : Give Us the Moon de Val Guest : Heidi
- 1944 : J'ai visité l'enfer (Mr. Emmanuel) de Harold French : Sally Cooper
- 1945 : Kiss the Bride Goodbye de Paul L. Stein : Molly Dodd
- 1945 : Meet Sexton Blake de John Harlow : Eva Watkins
- 1945 : Le Chemin des étoiles (The Way to the Stars) d'Anthony Asquith : Une chanteuse
- 1945 : César et Cléopâtre (Caesar and Cleopatra) de Gabriel Pascal : une joueuse de harpe (non-créditée au générique)
- 1946 : Les Grandes Espérances (Great Expectations) de David Lean : Estella, jeune
- 1947 : Les Monts brûlés (Hungry Hill) de Brian Desmond Hurst : Lady Broderick
- 1947 : Le Narcisse noir (Black Narcissus) de Michael Powell et Emeric Pressburger : Kanchi
- 1947 : Oncle Silas (Uncle Silas) de Charles Frank : Caroline Ruthyn
- 1947 : The Woman in the Hall de Jack Lee : Joy Blake
- 1948 : Hamlet de Laurence Olivier : Ophelia, la fille de Polonius
- 1949 : Le Lagon bleu (The Blue Lagoon) de Frank Launder : Emmeline Foster
- 1949 : Adam et Evelyne (en) (Adam and Évelyne) de Harold French : Evelyne Wallace
- 1950 : Si Paris l'avait su (So Long at the Fair) d'Antony Darnborough et Terence Fisher : Vicky Barton
- 1950 : Trio de Ken Annakin et Harold French, segment Le Sanatorium : Evie Bishop
- 1950 : La Cage d'or (Cage of Gold) de Basil Dearden : Judith
- 1951 : La Fille aux papillons (The Clouded Yellow) de Ralph Thomas : Sophie Malraux
- 1952 : Un si doux visage (Angel Face) d'Otto Preminger : Diane Tremayne Jessup
- 1952 : Androclès et le Lion (Androcles and the Lion) de Chester Erskine et Nicholas Ray : Lavinia
- 1953 : La Reine vierge (Young Bess) de George Sidney : Elizabeth I d'Angleterre
- 1953 : Commérages (Affair with a Stranger) de Roy Rowland : Carolyn Parker
- 1953 : La Tunique (The Robe) d'Henry Koster : Diana
- 1953 : The Actress de George Cukor : Ruth Gordon Jones
- 1954 : Belle mais dangereuse (She Couldn't Say No) de Lloyd Bacon : Corby Lane
- 1954 : Les Gladiateurs (Demetrius and the Gladiators) de Delmer Daves : Diana
- 1954 : L'Égyptien (The Egyptian) de Michael Curtiz : Merit
- 1954 : Une balle vous attend (A Bullet Is Waiting) de John Farrow : Cally Canham
- 1954 : Désirée d'Henry Koster : Désirée Clary
- 1955 : Des pas dans le brouillard (Footsteps in the Fog) d'Arthur Lubin : Lily Watkins
- 1955 : Blanches colombes et vilains messieurs (Guys and Dolls) de Joseph L. Mankiewicz : sœur Sarah Brown
- 1956 : L'Impudique (Hilda Crane) de Philip Dunne : Hilda Crane
- 1957 : Cette nuit ou jamais (This Could Be the Night) de Robert Wise : Anne Leeds
- 1957 : Femmes coupables (Until They Sail) de Robert Wise : Barbara Leslie Forbes
- 1958 : Les Grands Espaces (The Big Country) de William Wyler : Julie Maragon
- 1958 : Retour avant la nuit (Home Before Dark) de Mervyn LeRoy : Charlotte Bronn
- 1959 : Cette terre qui est mienne (This Earth Is Mine) d'Henry King : Elizabeth Rambeau
- 1960 : Elmer Gantry le charlatan (Elmer Gantry) de Richard Brooks : sœur Sharon Falconer
- 1960 : Spartacus de Stanley Kubrick : Varinia
- 1960 : Ailleurs l'herbe est plus verte (The Grass Is Greener) de Stanley Donen : Hattie Durant
- 1963 : All the Way Home d'Alex Segal : Mary Follet
- 1965 : Les Chemins de la puissance de Ted Kotcheff : Susan Lampton
- 1966 : Mister Buddwing de Delbert Mann : la blonde
- 1967 : Divorce à l'américaine (Divorce American Style) de Bud Yorkin : Nancy Downes
- 1967 : Violence à Jericho (Rough Night in Jericho) d'Arnold Laven : Molly Lang
- 1969 : The Happy Ending de Richard Brooks : Mary Wilson
- 1971 : Un Roméo de banlieue (Say Hello to Yesterday) d'Alvin Rakoff : la femme
- 1975 : Mr. Sycamore de Pancho Kohner : Estelle Benbow
- 1979 : Dominique de Michael Anderson : Dominique Ballard
- 1988 : Yellow Pages de James Kenelm Clarke : Maxine de la Hunt
- 1988 : The Dawning de Robert Knights : Tante Mary
- 1995 : Le Patchwork de la vie (How to Make an American Quilt) de Jocelyn Moorhouse : Em Reed
- 2001 : Final Fantasy : les Créatures de l'esprit (Final Fantasy: The Spirits Within) de Hironobu Sakaguchi : Membre du conseil #2 (Voix)
- 2004 : Le Château ambulant (Hauru no ugoku shiro) de Hayao Miyazaki : Grandma Sophie (Voix)
- 2005 : Le Ruban de Moebius (Thru the Moebius Strip) de Glenn Chaika : Shepway (Voix)
- 2008 : Shadows in the Sun de David Rocksavage : Hannah

### Télévision
- 1966 : Bob Hope Presents the Chrysler Theatre (Anthologie), saison 4, épisode 4 "Crazier than Cotton" : Suzy
- 1967 : Bob Hope Presents the Chrysler Theatre (Anthologie), saison 4, épisode 16 "The Lady is my Wife" : Ruth Bannister
- 1967 : Soldier in Love de George Schaefer (Téléfilm) : Sarah Churchill
- 1968 : Heidi de Delbert Mann (Téléfilm) : Fräulein Rottenmeier
- 1972 : Decisions! Decisions! d'Alex Segal (Téléfilm) : Phoebe Masterson
- 1972 : The Odd Couple de Garry Marshall et Jerry Belson (Série télévisée), saison 3, épisode 3 "The Princess" : la princesse du Liechtenberg
- 1975 : The Easter Promise de Paul Bogart (Téléfilm) : Constance Payne
- 1977 : Hawaï police d'État (Hawaii Five-O) de Leonard Freeman (Série télévisée), saison 10, épisode 3 "Vrai ou faux?" (The Cop on the Cover) : la journaliste Terri O'Brien
- 1978 : Un privé dans la nuit (The Dain Curse) de Robert W. Lenski (Mini-série) : Aaronia Haldorn
- 1979 : Beggarman, Thief de Lawrence Doheny (Téléfilm) : Gretchen Jordache Burke
- 1981 : Golden Gate de Paul Wendkos (Téléfilm) : Jane Kingsley
- 1981 : La Vallée des poupées (Jacqueline Susann's Valley of the Dolls) de Walter Grauman (Mini-série) : Helen Lawson
- 1981 : Un crime anodin (A Small killing) de Steven Hilliard Stern (Téléfilm) : Margaret Lawrence
- 1983 : Les Oiseaux se cachent pour mourir (The Thorn Birds)(Feuilleton TV) : Fiona 'Fee' Cleary
- 1983 : All for Love (série télévisée) : Deidre Mackay
- 1983 et 1985 : Hôtel (série télévisée) : Milly Toland / Jessica Daniels
- 1984 : December Flower (téléfilm) : Etta
- 1985 : Midas Valley (téléfilm) : Molly Hammond
- 1985 : Nord et Sud (North and South) (Feuilleton TV) : Clarissa Main
- 1986 : Nord et Sud 2 (Feuilleton TV) : Clarissa Main
- 1987 : Perry Mason: The Case of the Lost Love (téléfilm) : Laura Kilgallen
- 1988 : Tu récolteras la tempête (Inherit the Wind) (téléfilm) : Lucy Brady
- 1988 : Alfred Hitchcock présente (Alfred Hitchcock presents) (série télévisée) : Margaret Lowen
- 1988 : A Friendship in Vienna (téléfilm) : Narratrice (Voix)
- 1989 : Great Expectations (Feuilleton TV) : Miss Havisham
- 1989 : Arabesque (Murder She Wrote) (série télévisée) : Eudora McVeigh Shipton
- 1990 : Dark Shadows (téléfilm) : Elizabeth Collins Stoddard
- 1990 : American Playhouse (série télévisée) : Elinor âgée
- 1990 : Laker Girls (téléfilm) : Connie Harrison
- 1990 : People Like Us (téléfilm) : Peach Prindible Bailey
- 1991 : They Do It with Mirrors (téléfilm) : Carrie-Louise Serrocold
- 1991 : La Malédiction de Collinwood (Dark Shadows) (série télévisée) : Elizabeth Collins Stoddard
- 1991 : Great Expectations (série télévisée) : Miss Havisham
- 1991 : Star Trek : La Nouvelle Génération (série télévisée), Saison 4, épisode 21 : Amiral Norah Satie
- 1993 : Angel Falls (série télévisée) : Irene Larson
- 1994 : One More Mountain (téléfilm) : Sarah Keyes
- 1994 : Dans la chaleur de la nuit (série télévisée) : Cordelia Woodlin
- 1995 : Daisies in December (téléfilm) : Katherine Palmer
- 1998 : Mysteries of the Bible III (série télévisée) : Narratrice
- 1998 : Pour que triomphe la vie (Her Own Rules) (téléfilm) : Katherine Stratton
- 2000 : American Masters (série télévisée) : Narratrice

## Distinctions

### Récompenses
- Mostra de Venise 1948 : Coupe Volpi de la meilleure interprétation féminine pour Hamlet
- 1956 : Golden Globe de la meilleure actrice dans un film musical ou une comédie pour Blanches colombes et vilains messieurs
- 1983 : Emmy de la meilleure actrice dans un second rôle dramatique pour la série Les Oiseaux se cachent pour mourir

### Nominations
- 1949 : Nomination à l'Oscar de la meilleure actrice dans un second rôle pour Hamlet
- 1970 : Nomination à l'Oscar de la meilleure actrice pour The Happy Ending